# انسان‌شناسی از توسعه
انسان‌شناسی از توسعه(به انگلیسی Anthropology of development) اصطلاحی است که در مورد بخشی از مطالعات انسان‌شناسی به کار می‌رود که توسعه را از دیدگاه انتقادی مشاهده می‌کند. نوع موضوعاتی که در آن پرداخته می‌شود و پیامدهای رویکردی که معمولاً مورد استفاده قرار می‌گیرد می‌تواند در لیست سوالات مطرح شده توسط گاو (۱۹۹۶) مشاهده شود. این سؤالات انسان شناسان را مورد سؤال قرار می‌دهد که اگر هدف اصلی توسعه کاهش فقر است، آیا فقر در حال افزایش است؟ چرا بین برنامه‌ها و نتایج چنین شکافی وجود دارد؟ چرا کسانی که در حال توسعه هستند، می‌خواهند به تاریخ و درسهایی که ممکن است از آن بگیرند، بی اعتنایی کنند؟ چرا توسعه به جای داشتن یک مبنای درونی بسیار بیرونی است؟ خلاصه اینکه چرا اینقدر توسعه برنامه‌ریزی شده شکست می‌خورد؟

## توسعه کشاورزی: «انقلاب سبز»
اصطلاح «انقلاب سبز» اولین بار در سال ۱۹۶۸ توسط مدیر سابق آژانس توسعه بین‌المللی ایالات متحده (USAID) ویلیام گاد استفاده شد و اشاره به گسترش فن آوری‌های جدید داشت: 
 «این نوع توسعه و سایر تحولات در زمینه کشاورزی به معنی ساختن یک انقلاب جدید است. این یک انقلاب سرخ خشن مانند شوروی نیست و نیز یک انقلاب سفید مانند شاه ایران نیست. من آن را انقلاب سبز می‌نامم.» 